# 동남구의 행정 구역
천안시 동남구의 행정 구역은 1개 읍, 7개 면, 9개 행정동, 20개 법정동으로 구성되어 있다. 천안시 동남구의 면적은 438.54km2이며, 시 전체 면적 636.22km2의 69%를 차지한다. 2011년을 기준으로 천안시의 행정 구역과 인구, 면적은 다음과 같다.